# Unterstein (Gemeinde St. Jakob in Defereggen)
Unterstein ist eine Einzelsiedlung der Fraktion Oberrotte in der Gemeinde St. Jakob in Defereggen im Defereggental (Osttirol).

## Geographie
Unterstein liegt am Talboden des Defereggentals am nördlichen bzw. linken Ufer der Schwarzach. Die Ortschaft besteht aus zwei Gebäuden, der Hofstelle Bärs (Oberrotte 1) und dem unmittelbar östlich benachbarten Gebäude Oberrotte 83. Direkt am Gebäude Oberrotte 83 fließt östlich der Steinerbach vorbei und trennt damit die Ortschaft von der Fraktion Unterrotte. Südlich trennt die Defereggentalstraße die Einzelsiedlung von der Schwarzach, östlich von Unterstein liegt der Weiler Jesach. Im Norden, am östlichen Ufer des Steinerbachs, befindet sich zudem der benachbarte Einzelhof Steingarten.

## Geschichte
Die Besiedelung von Unterstein geht auf die salzburgerische Schwaige (Urhof) Jesach, auch Unter- oder Niederjesach, zurück. Die Schwaige bildete zusammen mit den Schwaigen Gassenfeld und Ede eine Enklave im görzischen Teil des Defereggentals, gehörten staatlich zum Erzstift Salzburg und kirchlich bis 1669 zum Vikariat St. Veit. Die Schwaige Niederjesach wurde oftmals auch als Schwaige Stein bezeichnet und in Ober- und Unterstein unterteilt. Während Oberstein (Steinergarten) unter einem schützenden Granitfelsen situiert wurde, musste Unterstein auf Grund der gefährdenden Ausbrüche des Steinerbachs etwas westlich von diesem angelegt werden. Im Urbar des zuständigen salzburgischen Amtes Windisch Matrei war die Steinerschwaige 1644 an Christian und Urban Jesach frei gestiftet. Das Zehenturbar von St. Veit nennt 1673 Niklas Steiner und Gall Asamer zu je einem Fünftel als Besitzer von Stein, der übrigen Teil gehörte Simon Steiner. Nach dem salzburgischen Steuerbuch war Jakob Proppeler um 1780 in Unterstein angestiftet, ab 1830 war hier die Familie Gasser ansässig. Aus Unterstein stammten in der folge der Primararzt des Lienzer Bezirkskrankenhauses Norbert Gasser und die Ehefrau des Bildhauers Bruno Costa bzw. Mutter des Musikprofessors Othmar Costa, Elisabeth Gasser.
Unterstein wird von der Statistik Austria bis 1961 nicht separat ausgewiesen, sondern bei der Oberrotte oder 1923 vermutlich bei Jesach miteingerechnet. 1961 wird Unterstein erstmals als Einzelhof mit 13 Einwohnern genannt, 1971 lebten 9 Personen in Unterstein. Im Jahr 1981 zählte Unterstein erstmal zwei Gebäude und beherbergte 16 Einwohner. Danach wird Unterstein nicht mehr in den Ortsverzeichnissen separat ausgewiesen.